# Eccellenza Basilicata 2014-2015
Il campionato italiano di calcio di Eccellenza regionale 2014-2015 è stato il ventiquattresimo organizzato in Italia. Rappresenta il quinto livello del calcio italiano.

## Stagione

### Novità
Dal campionato di Eccellenza Basilicata 2013-2014 era stato promosso in Serie D il Rossoblu Potenza, mentre lo Sporting Pignola e il Rionero erano stati retrocessi nel campionato di Promozione Basilicata. Dal campionato di Promozione Basilicata 2013-2014 erano stati promossi in Eccellenza il Latronico, primo classificato e il Lavello, vincitore dei play-off promozione. Dalla Serie D 2013-2014 era stato retrocesso in Eccellenza il Real Metapontino.
L'"A.S.D. Aurora Marconia" di Policoro si è fusa con l'"A.S.D. Pisticci United By Setac" di Pisticci e con la "Pol.D. Marconia Holly e Benji" di Pisticci a dar vita all'"A.S.D. PisticciMarconia" con sede a Pisticci.
L'S.C. Pietragalla ha rinunciato alla partecipazione al campionato di Eccellenza, richiedendo l'iscrizione al campionato di Prima Categoria. A completamento organico è stata ammessa in Eccellenza l'A.S.D. Tursi Rotondella, perdente i play-off promozione in Promozione Basilicata 2013-2014.
Sono 12 le squadre della provincia di Potenza e 4 quelle della Provincia di Matera.

### Formula
Le 16 squadre partecipanti disputano un girone all'italiana con partite di andata e ritorno per un totale di 30 giornate. La prima classificata viene promossa in Serie D. Le squadre classificate dal secondo al quinto posto sono ammesse ai play-off per decretare quale squadra partecipa agli spareggi nazionali per la promozione in Serie D. L'ultima classificata viene retrocessa direttamente nel campionato di Promozione. Le squadre classificate dal dodicesimo al quindicesimo posto sono ammesse ai play-out per decretare una retrocessione in Promozione.

## Squadre partecipanti
| Club                                   | Città (provincia)                  | Stadio                             | Stagione 2013-2014           |
| -------------------------------------- | ---------------------------------- | ---------------------------------- | ---------------------------- |
| A.S.D. Angelo Cristofaro Oppido Lucano | Oppido Lucano (PZ)                 | Stadio comunale                    | 10º in Eccellenza Basilicata |
| A.S.D. Pol. AZ Picerno                 | Picerno (PZ)                       | Stadio comunale                    | 2º in Eccellenza Basilicata  |
| A.S.D.Pol. Latronico Terme             | Latronico (PZ)                     | Stadio comunale                    | 1º in Promozione Basilicata  |
| U.S.D. Lavello                         | Lavello (PZ)                       | Stadio comunale "Franco Pisicchio" | 2º in Promozione Basilicata  |
| Pol. Moliterno                         | Moliterno (PZ)                     | Stadio comunale                    | 9º in Eccellenza Basilicata  |
| F.C. Murese Aurora 2000                | Muro Lucano (PZ)                   | Stadio comunale                    | 4º in Eccellenza Basilicata  |
| A.S.D. PisticciMarconia                | Pisticci (MT)                      | Stadio comunale                    | 14º in Eccellenza Basilicata |
| A.S.D. FC Pomarico                     | Pomarico (MT)                      | Stadio comunale La Manferrara      | 8º in Eccellenza Basilicata  |
| A.S.D. Real Metapontino                | Montalbano Jonico (MT)             | Stadio Puccio Dellorusso           | 15º in Serie D/H             |
| A.S.D. Real Tolve                      | Tolve (PZ)                         | Stadio comunale                    | 7º in Eccellenza Basilicata  |
| A.S.D. Soccer Lagonegro '04            | Lagonegro (PZ)                     | Stadio comunale                    | 6º in Eccellenza Basilicata  |
| A.S.D. Tursi Rotondella                | Tursi (MT) e Rotondella (MT)       | Stadio Angelo Cuccarese            | 3º in Promozione Basilicata  |
| Pol. Viggiano                          | Viggiano (PZ)                      | Stadio comunale                    | 3º in Eccellenza Basilicata  |
| A.S.D. Villa D'Agri Calcio             | Villa D'Agri di Marsicovetere (PZ) | Stadio comunale                    | 12º in Eccellenza Basilicata |
| U.S.D. Vitalba                         | Filiano (PZ)                       | Stadio comunale                    | 13º in Eccellenza Basilicata |
| C.S. Vultur 1921                       | Rionero in Vulture (PZ)            | Stadio Pasquale Corona             | 11º in Eccellenza Basilicata |

## Classifica finale
|  | Pos. | Squadra                   | Pt | G  | V  | N  | P  | GF | GS | DR  |
|  | ---- | ------------------------- | -- | -- | -- | -- | -- | -- | -- | --- |
|  | 1.   | AZ Picerno                | 73 | 30 | 22 | 7  | 1  | 76 | 18 | +58 |
|  | 2.   | Vultur Rionero            | 68 | 30 | 21 | 5  | 4  | 60 | 24 | +36 |
|  | 3.   | Real Metapontino (-1)     | 67 | 30 | 20 | 8  | 2  | 50 | 7  | +43 |
|  | 4.   | Angelo Cristofaro         | 65 | 30 | 20 | 5  | 5  | 80 | 27 | +53 |
|  | 5.   | Pomarico                  | 51 | 30 | 14 | 9  | 7  | 36 | 31 | +5  |
|  | 6.   | Villa D'Agri              | 47 | 30 | 13 | 8  | 9  | 41 | 25 | +16 |
|  | 7.   | Moliterno                 | 46 | 30 | 12 | 10 | 8  | 43 | 35 | +8  |
|  | 8.   | Vitalba                   | 39 | 30 | 11 | 6  | 13 | 36 | 40 | -4  |
|  | 9.   | Real Tolve                | 36 | 30 | 10 | 6  | 14 | 41 | 36 | +5  |
|  | 10.  | Lavello                   | 35 | 30 | 8  | 11 | 11 | 44 | 42 | +2  |
|  | 11.  | PisticciMarconia          | 35 | 30 | 10 | 5  | 15 | 24 | 45 | -21 |
|  | 12.  | Latronico Terme           | 34 | 30 | 8  | 10 | 12 | 26 | 34 | -8  |
|  | 13.  | Murese Aurora 2000        | 33 | 30 | 10 | 3  | 17 | 43 | 45 | -2  |
|  | 14.  | Tursi Rotondella          | 18 | 30 | 4  | 6  | 20 | 23 | 68 | -45 |
|  | 15.  | Soccer Lagonegro '04 (-1) | 10 | 30 | 2  | 5  | 23 | 22 | 85 | -63 |
|  | 16.  | Viggiano (-1)             | 5  | 30 | 1  | 3  | 26 | 8  | 91 | -83 |

Legenda:
      Promossa in Serie D 2015-2016
      Ammessa ai play-off nazionali
 Ammessa ai play-off o ai play-out
      Retrocessa in Promozione 2015-2016
Note:
Tre punti a vittoria, uno a pareggio, zero a sconfitta.
Il Real Metapontino, il Soccer Lagonegro '04 e il Viggiano hanno scontato 1 punto di penalizzazione.
Il PisticciMarconia non si è successivamente iscritto in Eccellenza Basilicata 2015-2016.

## Risultati

### Tabellone
|                      | AZP  | Ang  | Lat  | Lav  | Mol  | Mur  | Pis  | Pom  | RMe  | RTo  | Soc  | Tur  | Vig  | Vil  | Vit  | Vul  |
| -------------------- | ---- | ---- | ---- | ---- | ---- | ---- | ---- | ---- | ---- | ---- | ---- | ---- | ---- | ---- | ---- | ---- |
| AZ Picerno           | –––– | 0-1  | 4-0  | 4-1  | 4-0  | 2-1  | 4-0  | 8-0  | 1-0  | 4-1  | 2-0  | 2-0  | 3-0  | 3-2  | 5-1  | 3-0  |
| Angelo Cristofaro    | 0-1  | –––– | 3-0  | 5-1  | 3-2  | 2-1  | 3-2  | 3-0  | 0-1  | 1-2  | 7-2  | 5-0  | 3-0  | 3-1  | 2-2  | 1-3  |
| Latronico Terme      | 0-1  | 1-1  | –––– | 1-1  | 1-1  | 3-2  | 3-0  | 0-0  | 0-1  | 1-0  | 0-0  | 1-1  | 3-0  | 1-2  | 1-0  | 1-3  |
| Lavello              | 1-4  | 1-1  | 1-1  | –––– | 0-0  | 2-2  | 2-0  | 0-1  | 0-2  | 0-0  | 5-0  | 7-0  | 5-1  | 0-0  | 1-0  | 0-1  |
| Moliterno            | 2-2  | 0-3  | 2-0  | 0-1  | –––– | 2-1  | 2-1  | 0-0  | 0-0  | 5-1  | 4-0  | 4-1  | 3-0  | 1-3  | 1-3  | 0-3  |
| Murese Aurora 2000   | 0-0  | 2-3  | 1-3  | 1-1  | 1-4  | –––– | 1-2  | 3-1  | 0-2  | 4-0  | 2-1  | 5-0  | 3-1  | 1-0  | 1-2  | 1-3  |
| PisticciMarconia     | 1-1  | 0-0  | 1-0  | 2-1  | 0-1  | 1-2  | –––– | 0-3  | 0-1  | 2-1  | 4-0  | 1-0  | 3-0  | 1-5  | 1-0  | 1-1  |
| Pomarico             | 1-1  | 1-1  | 0-0  | 1-1  | 3-0  | 1-0  | 2-0  | –––– | 0-3  | 1-0  | 2-1  | 1-0  | 3-0  | 1-1  | 2-1  | 1-0  |
| Real Metapontino     | 0-0  | 1-2  | 2-0  | 2-0  | 0-0  | 4-0  | 4-0  | 1-0  | –––– | 1-1  | 4-0  | 1-0  | 3-0  | 1-0  | 3-0  | 0-0  |
| Real Tolve           | 1-3  | 1-2  | 1-0  | 3-1  | 0-0  | 2-0  | 2-0  | 0-1  | 0-0  | –––– | 7-1  | 5-0  | 3-0  | 0-1  | 2-1  | 0-1  |
| Soccer Lagonegro '04 | 0-2  | 1-5  | 1-3  | 2-2  | 0-2  | 0-3  | 0-1  | 0-6  | 1-2  | 1-1  | –––– | 1-1  | 2-0  | 1-1  | 0-1  | 1-3  |
| Tursi Rotondella     | 0-2  | 1-3  | 0-1  | 2-2  | 1-2  | 0-3  | 1-1  | 3-1  | 0-5  | 1-1  | 2-1  | –––– | 3-0  | 1-0  | 0-4  | 1-1  |
| Viggiano             | 0-4  | 0-13 | 1-1  | 0-3  | 1-1  | 0-3  | 1-2  | 1-1  | 0-3  | 0-5  | 0-3  | 1-0  | –––– | 0-3  | 0-3  | 0-3  |
| Villa d'Agri         | 1-2  | 0-1  | 2-1  | 0-1  | 1-1  | 2-1  | 1-0  | 0-0  | 0-0  | 2-0  | 5-0  | 3-0  | 2-0  | –––– | 2-0  | 2-2  |
| Vitalba              | 1-1  | 0-3  | 0-0  | 4-3  | 2-2  | 2-0  | 0-0  | 1-2  | 0-0  | 1-0  | 4-1  | 2-1  | 1-0  | 1-0  | –––– | 1-2  |
| Vultur               | 3-3  | 1-0  | 3-0  | 2-0  | 2-0  | 1-0  | 5-0  | 2-0  | 2-3  | 2-1  | 4-1  | 3-1  | 2-0  | 0-1  | 2-0  | –––– |

## Spareggi

### Play-off

#### Semifinale
|                  | Risultati   |                   | Luogo e data                     |
| ---------------- | ----------- | ----------------- | -------------------------------- |
| Real Metapontino | 1 - 1 (dts) | Angelo Cristofaro | Montalbano Jonico, 3 maggio 2015 |
|                  |             |                   |                                  |

#### Finale
|                | Risultati |                  | Luogo e data                       |
| -------------- | --------- | ---------------- | ---------------------------------- |
| Vultur Rionero | 1 - 2     | Real Metapontino | Rionero in Vulture, 10 maggio 2015 |
|                |           |                  |                                    |

### Play-out
|                  | Risultati |                      | Luogo e data         |
| ---------------- | --------- | -------------------- | -------------------- |
| Tursi Rotondella | 0 - 2     | Soccer Lagonegro '04 | Tursi, 3 maggio 2015 |
|                  |           |                      |                      |